# Svatojakubský mandát
Svatojakubský mandát bylo opatření českého krále Vladislava Jagellonského proti Jednotě bratrské. Původně bylo vyhlášeno na svatojakubském sněmu 25. července 1508 a následně jej 10. srpna král vydal mandátem. Přikazoval uzavření bratrských sborů, zničení bratrské náboženské literatury a konverzi jejich duchovních a učitelů k jedné ze dvou oficiálně uznaných náboženských stran v zemi, tedy ke katolíkům nebo k utrakvistům. Platnost mandátu se vztahovala pouze na Čechy, jeho naplnění na Moravě panovník pro odpor tamní stavovské obce nebyl schopen realizovat. Habsburští panovníci potom mandát v Čechách často obnovovali. Naposledy tak učinil roku 1602 císař Rudolf II. na nátlak části katolické šlechty.

## Text mandátu
1. Nejprve, aby všickni sborové a schodové pikhartští, zjevní i tajní, zastaveni a zkaženi byli a osazeni lidmi věrnými; a jsú-li kostelové nebo klášterové, ježto by se v nich scházeli, aby zavřeni byli, tak aby všichni schodové zjevní, buď v těch místech, kdež se obyčej mají scházeti, ani také v nižádných domích a městech dopúštěni býti nemají na nižádném místě.
2. Všecka učení a psaní jejich bludóv, zjevná i tajná, mají zastavena býti a zkažena, knihy jejich všecky spáleny, tištěné i psané, a žádný pán, rytířský člověk i města těch kněh takových, traktátuov, psáti ani tisknúti pod sebú dopustiti nemá ani prodávati; a ktož by je přinesl kde a u něho by nalezeny byly, má skutečně trestán býti vedle uznání pánuov soudcí zemských.
3. Po tento den jim všecko posluhování a rozdávání, jakž je vedú, křtové i také oddávání zastavena býti mají a nikdež nemají dopúštěna býti; než s knězem se to říditi má s obojí strany, kterúž by sobě oblíbili.
4. Všickni jejich učitelé a správce, ktož jim káží a ty bludy vedú a učí, ti také postaveni býti mají k nápravě před kněžstvem obojí strany. A ku kterékoli straně přistúpí, té strany kněžstvem se zpravte a napravte, skutečně se toho hned dotýkajíc. Pakli by se tú nápravú zpraviti nechtěli, kteráž jim dána bude, tehdy v moc a trestání nejvyššímu panu purkrabí pražskému v královskú moc dáni býti mají a pan purkrabie se k nim zachovej podle naučení pánuov a vladyk soudu zemského jako o jinú věc, pokudž o tom krále jeho milosti zřízení ukazuje […].
7. Obecný lid pikhartský ze všech stavuov mají k nápravě a k přestání takového bludu vedeni kněžstvem z obojí strany býti rozumně; a páni, vladyky, Pražané a jiná města mají fary kněžími osaditi a užitky od far kněžím pustiti; nemohú-li míti k kosteluom všem farářuo, nechť jeden farář drží far šest i více i méně, jak se to zřiediti muož, a k té každé faře měj osadní své sepsány, a oni choďte na kázání a do kosteluo a kněžími se víře učte.

### Edice
- PALACKÝ, František (ed.). Archiv český čili staré písemné památky české i moravské. Díl 6. Praha 1872, 391–393.
- MOLNÁR, Amedeo – REJCHRTOVI, Noemi a Luděk. Slovem obnovená. Čtení o reformaci. Praha 1977, 139–140 (výňatky).